# Cheval de frise (groupe)
Pour les articles homonymes, voir Cheval de frise.
Cheval de frise est un groupe de rock français, originaire de Bordeaux, en Gironde. Le groupe est un duo composé de Thomas Bonvalet à la guitare classique amplifiée et Vincent Beysselance à la batterie. Cheval de frise se sépare en 2005.

## Biographie
Cheval de frise est formé à Bordeaux, en Gironde. L'originalité du groupe provient de l'instrumentation (guitare classique, batterie) dans un groupe aux influences, entre autres, noise rock et punk hardcore. Le groupe compose une musique instrumentale alternant des envolées à l'amplification sonore puissantes et des parties minimalistes rappelant certains morceaux de Gastr del Sol.
En 2000, Cheval de frise publie son premier album studio, sous le même nom. La complexité des compositions, les combinaisons de la percussion (notamment les changements constants de signature rythmique) et la technique du jeu de guitare les apparentent parfois à Don Caballero et à la scène math rock. Entre autres influences, Thomas Bonvallet est très marqué par le guitariste de folk américain John Fahey. Le mardi 21 janvier 2003 sort l'album Fresque sur les parois secrètes du crâne, au label Ruminance. L'album La Lame du mat est le dernier témoignage discographique de ce groupe.
À la suite de la séparation de Cheval de frise, Thomas Bonvallet commence une carrière solo sous le nom de L'Ocelle Mare. Il réalise en 2007 un premier album sans titre avec Ruminance, puis produit ses trois albums suivants lui-même sous le label Souterrains-Refuges. De son côté, Vincent Beysselance forme le groupe Tormenta, et signe un album chez AfricAntApe en 2011, La Ligne âpre.

## Membres

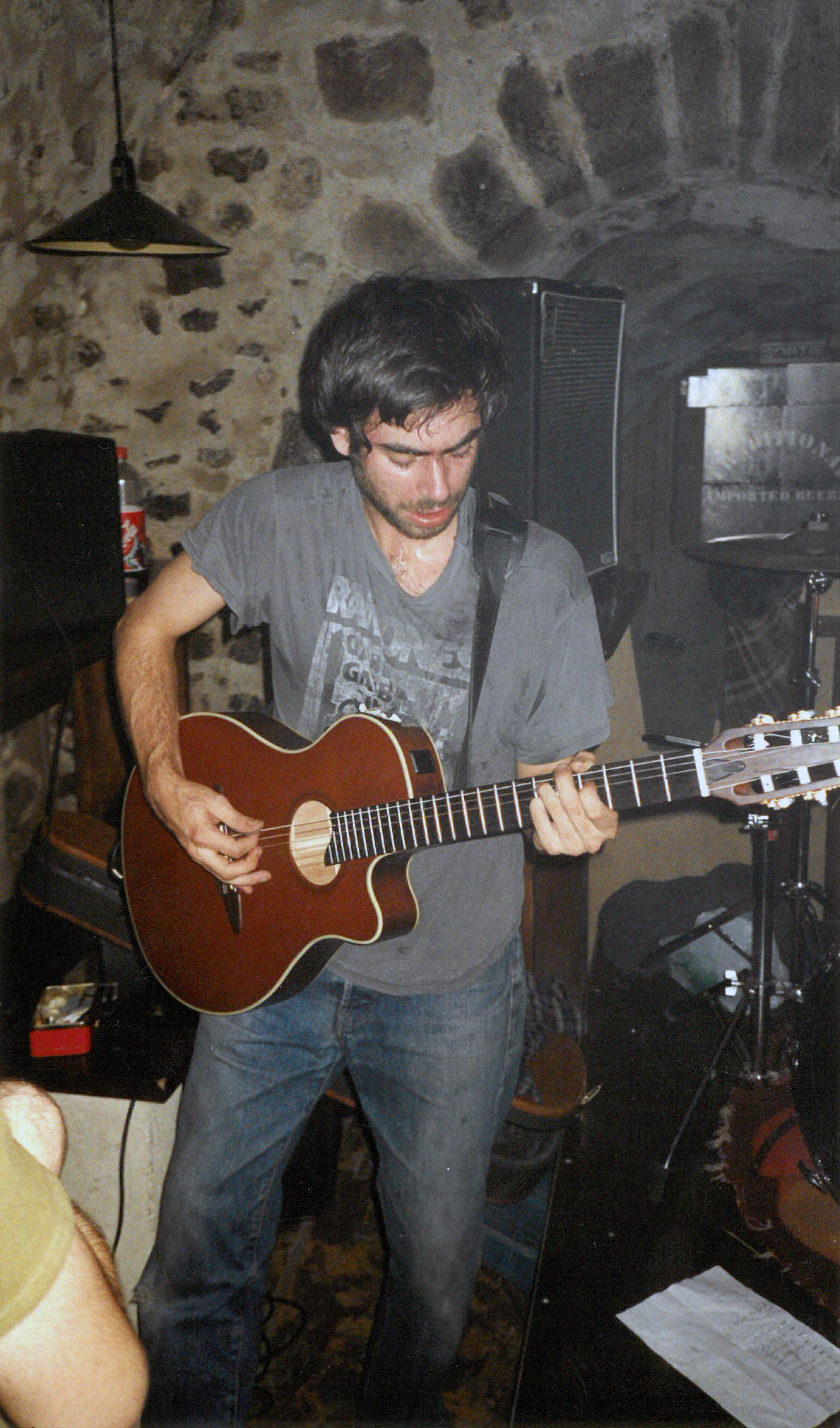
Thomas Bonvalet
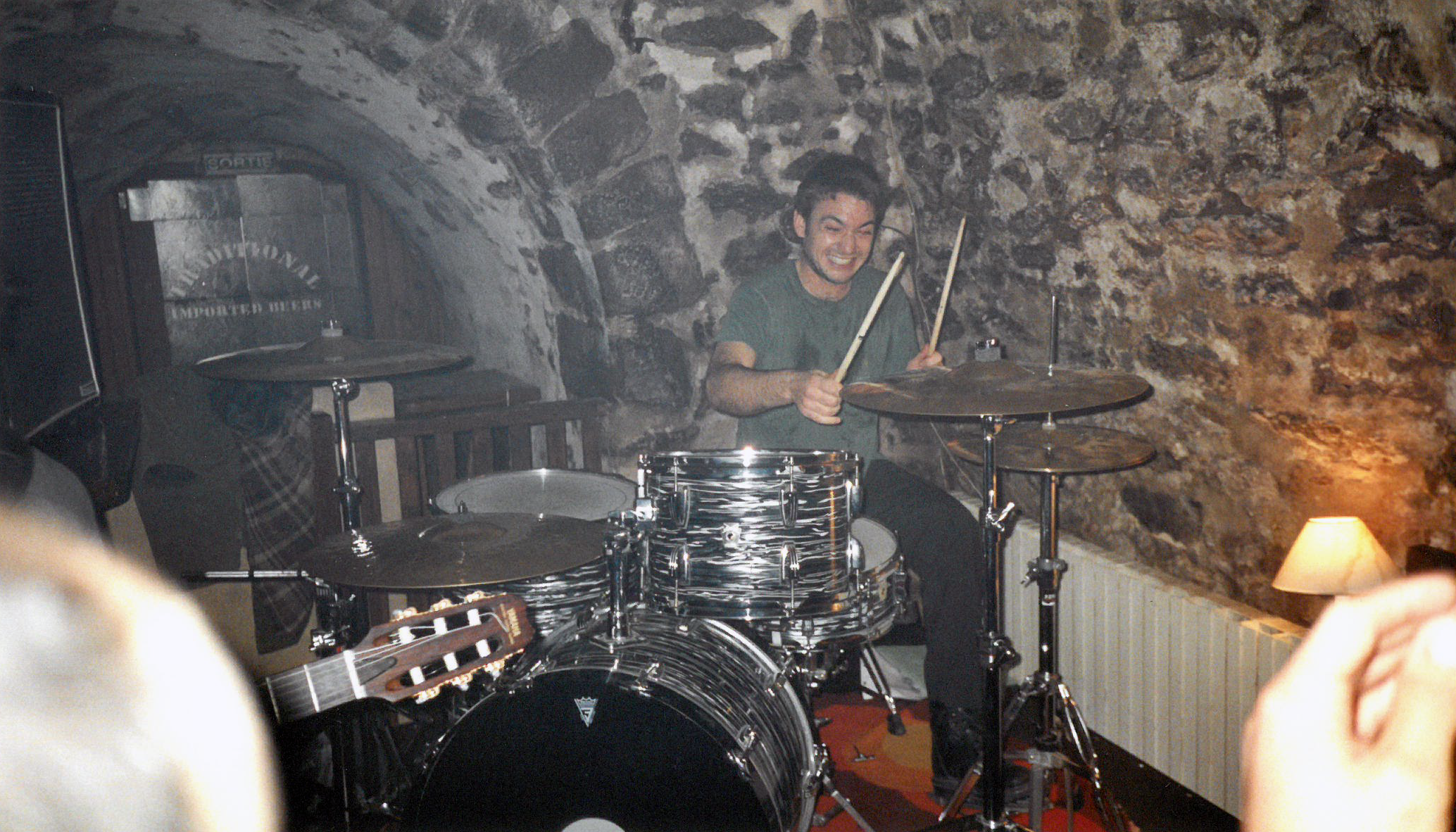
Vincent Beysselance

- Thomas Bonvalet
- Vincent Beysselance

## Discographie
- 2000 : Cheval de frise (Sonore, réédité en 2005 par Sick Room Records)
- 2001 : L'Agonie dans le jardin (split 7" avec Rroselicoeur ; Ruminance)
- 2003 : Fresque sur les parois secrètes du crâne (Ruminance)
- 2005 : La Lame du mat (Ruminance, réédité en 2007 par Minority Records)